# セルゲイ・ズバトフ
セルゲイ・ズバトフ(ロシア語:Серге́й Васи́льевич Зуба́тов、Sergei Vasilyevich Zubatov、1864年4月7日(ユリウス暦3月26日) - 1917年3月15日)は、帝政ロシアの警察官僚。

## 経歴
セルゲイ・ズバトフはモスクワで警察署長の息子として生まれた。セルゲイは、学生時代から革命家グループに加わり、16歳で父親により学校を退学させられた。父親は軍将校の娘アレクサンドラ・ニコラエヴナ・ミヒナとの結婚をセルゲイに強要した。二人は書店を経営し、革命家たちの集いの場となった。
1886年、ズバトフは革命運動を鎮圧する機関のモスクワ・オフラナ長官N.S.ベルジャーエフに、モスクワからの追放をちらつかせながら情報提供者になるよう説得された。ズバトフが警察に提供した情報は、3つの違法印刷所の閉鎖と、ミハイル・ゴッツを含む数人の革命家の逮捕につながった。

### オフラナ入局
1888年までに革命家の間でズバトフがスパイであるとの噂が広まったため、彼はスパイ活動をやめ、1889年に正式にオフラナの職員となった。ズバトフは、当時ヨーロッパで一般的だった私服警官（フィリョーリ:филёры）や潜入情報員という典型的な手法を用いて、ロシアの治安警察を体系化した。ズバトフは過激な活動家を尋問するなか、ロシア帝国はテロリストよりも貧困層のためにより多くのことをできると主張し、時には活動家を味方に引き入れることに長けた。
ズバトフは急速に昇進し、1896年に32歳でモスクワ・内務省警察部警備局(オフラナ)局長に任命され、政治的反対意見の調査と鎮圧を担当した。

### 警察社会主義 (ズバトフシチナ)
1901年から1903年の間に、抗議活動を煽動から遠ざけるため、労働者が政治闘争に向かうのを防ぐために、政府主導の労働組合を組織した。これは警察社会主義、ズバトフシチナ、ズバトフ主義とよばれた。
1901年2月、帝政ロシア政府はモスクワで数千人の学生と労働者によるデモを鎮圧するためコサックを投入した。1901年5月、モスクワ警察長官のドミトリー・トレポフは、モスクワで機械工業労働者相互扶助協会、機器産業労働者相互扶助会の設立を許可した。ズバトフの支援を受け、この協会は工場労働者によって設立され、オフラナから奨励金を受け取っていた。この官製労働者組織に対しては、工場主から騒乱を煽っていると批判し、工場検査官も権威を損なうと反対し、セルゲイ・ヴィッテ首相も反対した。しかし、ズバトフはツァーリの叔父でモスクワ総督のセルゲイ・アレクサンドロヴィチ大公の後ろ盾を得ていたため組織は存続した。ロシア社会民主労働党（当時ボリシェヴィキ成立以前）のレーニンは、機関紙『イスクラ』でズバトフ主義は本質的には弾圧的なものだと批判した。
1902年2月19日、ズバトフは、ロシア社会民主労働党モスクワ委員会が式典のボイコットを呼びかけていたにもかかわらず、元皇帝アレクサンドル2世を称える約5万人の労働者による宗教的色合いを帯びた官製デモを組織することに成功した。
1902年8月、ズバトフの扇動者を勧誘する能力と監視のノウハウに惹かれた内務大臣ヴャチェスラフ・プレーヴェは、この手法をロシア全土に広めたいと考え、ズバトフを特別警察署長としてサンクトペテルブルクに異動させた。
しかし、ズバトフの「警察社会主義」は、警察官にによる強い警戒心と疑念によって阻まれた。同様の組織はオデッサとキエフにも形成された。ミンスクでは、ズバトフはマルクス主義のユダヤ人労働者総同盟（ブンド)に対抗するためにユダヤ人独立労働党を設立し、1902年には初の合法的なシオニスト会議を開催した。
しかし、ズバトフは労働法の実質的な改革はできなかった。1903年7月、オデッサで数千人の労働者が参加したゼネストが起きた。ストは2週間後、警察とコサックによって暴力的に鎮圧された。8月19日、内務大臣プレーヴェはズバトフを召喚し、ストライキ扇動と機密漏洩の罪で解任し、ズバトフにサンクトペテルブルクとモスクワ県への居住を禁じた。
同時に、官製労働組合は解散したが、組合員の多くはゲオルギー・ガポンの組織に加わった。ガポンは労働者デモ隊を率いて冬宮殿で皇帝に請願書を提出した。これが1905年1月の血の日曜日事件と1905年ロシア革命の始まりにつながった。

### 余生
1904年7月にプレーヴェが暗殺されて後、ズバトフは首都への帰還を許された。警察への復帰を要請されたが、革命活動家による息子の命の危険を恐れ、これを拒否し、国家年金で暮らした。二月革命での皇帝退位を知り、自殺した。